# مارك توماس (لاعب اتحاد الرغبي)
مارك توماس (بالإنجليزية: Marc Thomas)‏ هو لاعب اتحاد الرغبي بريطاني، ولد في 15 يوليو 1990 في Merthyr Tydfil ‏ في المملكة المتحدة.